# Grünalmkogel
Grünalmkogel är ett berg i Österrike.   Det ligger i distriktet Gmunden och förbundslandet Oberösterreich, i den centrala delen av landet, 210 km väster om huvudstaden Wien. Toppen på Grünalmkogel är 1 821 meter över havet, eller 218 meter över den omgivande terrängen. Bredden vid basen är 1,8 km. Grünalmkogel ingår i Höllengebirge.
Terrängen runt Grünalmkogel är varierad. Närmaste större samhälle är Ebensee, 10,4 km öster om Grünalmkogel. 
I omgivningarna runt Grünalmkogel växer i huvudsak blandskog. Runt Grünalmkogel är det ganska tätbefolkat, med 70 invånare per kvadratkilometer.